# V360 Андромеды
V360 Андромеды (лат. V360 Andromedae), HD 6262 — двойная звезда в созвездии Андромеды на расстоянии приблизительно 1509 световых лет (около 463 парсеков) от Солнца. Видимая звёздная величина звезды — от +7,23m до +7,05m.

## Характеристики
Первый компонент — красный гигант, пульсирующая медленная неправильная переменная звезда (LB) спектрального класса M3III, или M0, или M1, или M5, или Ma. Масса — около 1,551 солнечной, радиус — около 136,717 солнечных, светимость — около 1290,523 солнечных. Эффективная температура — около 3656 K.
Второй компонент — коричневый карлик. Масса — около 41,02 юпитерианских. Удалён на 1,731 а.е..